# Astrolepis laevis
Astrolepis laevis är en kantbräkenväxtart som först beskrevs av Carl Friedrich Philipp von Martius och Gal., och fick sitt nu gällande namn av John T. Mickel. Astrolepis laevis ingår i släktet Astrolepis och familjen Pteridaceae. Inga underarter finns listade.